# Маркинские Выселки
Маркинские Выселки — деревня в Сосновоборском районе Пензенской области. Входит в состав Маркинского сельсовета.

## История
В 1960 году указом Президиума Верховного Совета РСФСР селение Русско-Сыромясские выселки переименовано в Маркинские Выселки.

## Население
| 2010 |
| ---- |
| 5    |